# Heinrich Rosbach
Heinrich Rosbach (31 de mayo de 1814 - 1879) fue un botánico, médico y pintor autodidacta alemán,

## Biografía
Rosbach estudió en el instituto de Tréveris, finalizando sus estudios en 1832, tras lo cual estudiaría medicina en la Universidad de Bonn. En 1832 terminaría su grado de medicina, tras lo cual, realizaría su doctorado en 1838 y se asentaría como doctor en su ciudad natal. Durante su trabajo como doctor descubrió su pasión por la botánica y se dedicó a investigar la flora de Tréveris, además de ser miembro de la Sociedad para la Investigación Útil de Tréveris, convirtiéndose en su vicepresidente en 1860 y su presidente en 1861.

## Trabajo artístico
Realizó su trabajo creativo desde los 15 años, a través del cual se podía observar su carácter liberal. La parte más importante de este trabajó la realizó durante sus estudios en Bonn, entre los cuales se encuentra lo que es considerado el primer retrato de Karl Marx, en 1835, además de dibujos de su ciudad natal y conectados a su disciplina académica, la botánica.

## Algunas publicaciones

### Libros
- 1838. De numero digitorum audacto. Ed. Georgi. 35 pp.
- 1880. Flora von Trier, Volumen 2. Ed. Groppe. 197 pp.
- La abreviatura «Rosbach» se emplea para indicar a Heinrich Rosbach como autoridad en la descripción y clasificación científica de los vegetales.[4]